# مارلبورو، نیوجرسی
مارلبورو (به انگلیسی: Marlboro Township) شهری در ایالت نیوجرسی کشور ایالات متحده آمریکا است که جمعیت آن در سرشماری سال ۲۰۱۰ میلادی، ۴۰٬۱۹۱ نفر بوده‌است.